# Carlos Sainz Jr.
Carlos Sainz Vázquez de Castro, född 1 september 1994 i Madrid, är en spansk racerförare som kör för Williams F1 i Formel 1. Han är son till dubble rallyvärldsmästaren Carlos Sainz.  
Sainz vann Formel Renault 3.5 2014 och under 2015 debuterade han i Formel 1 för teamet Scuderia Toro Rosso. Han har även kört för stallen Renault och McLaren. 

## Karriär

### Tidig karriär
Sainz startade sin karriär i karting. År 2008 vann han KF3-mästerskapet, och blev tvåa i det spanska kartingmästerskapet. År 2009 vann han det prestigefyllda Junior Monaco Kart Cup-mästerskapet, och var tvåa i det europeiska KF3-mästerskapet.
Under 2010 körde Sainz det europeiska Formel BMW-mästerskapet och Formel BMW Pacific. I den europeiska serien vann han ett lopp och blev fyra i mästerskapet, och i  Pacific-mästerskapet vann han två tävlingar, men blev inte klassificerad i mästerskapet då han endast var gästförare. Sainz blev under 2010 en del av Red Bull Racings juniorprogram. 

### Formel 3

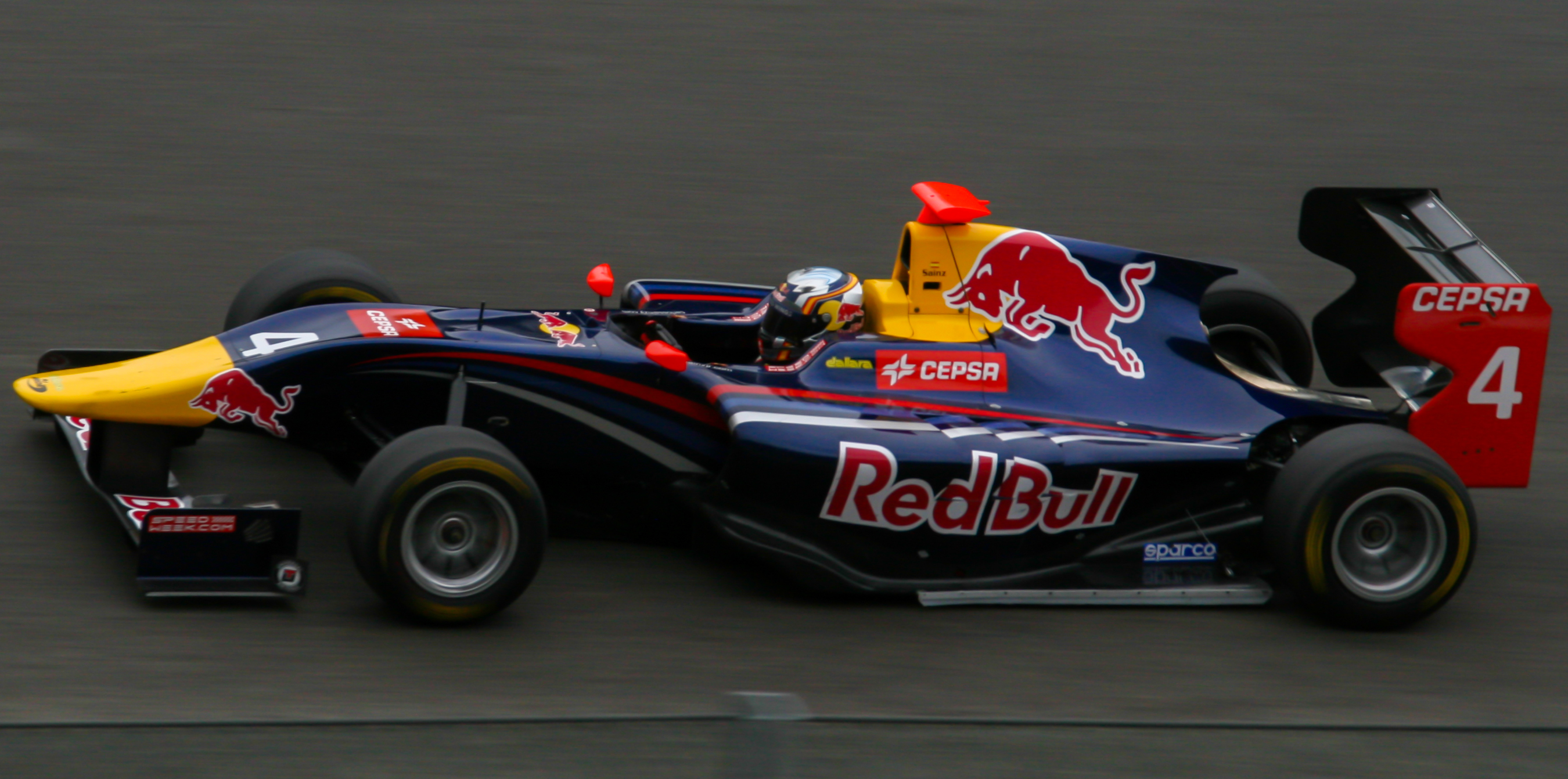
Sainz i GP3 Series på Circuit de Spa-Francorchamps 2013.

Under säsongen 2012 tävlade Sainz både i det brittiska och det europeiska F3-mästerskapet. Han vann fem lopp och tog nio pallplatser i det brittiska mästerskapet och blev sexa i mästerskapet. Han tog endast två pallplatser och två pole positions i det europeiska F3-mästerskapet, och blev nia totalt.

### GP3
Under 2013 körde Sainz för Arden i GP3-mästerskapet. Han tog endast två pallplatser, race 2 på Circuit Ricardo Tormo och race 2 på Hungaroring. Sainz blev tia i mästerskapet, jämfört med stallkamraten Daniil Kvyat som blev mästare.

### Formel Renault 3.5
Under 2014 körde Sainz Formel Renault 3.5 för DAMS. Han gick i mål på artonde plats i det första loppet på Autodromo Nazionale Monza, men vann det andra. På Motorland Aragón vann han det första loppet och blev fyra i det andra, vilket han följde upp med ännu en fjärdeplats i Monaco. Under nästkommande tävlingshelg, på Circuit de Spa-Francorchamps, vann Sainz båda loppen. På Moscow Raceway gick det inte lika bra som han hoppats, endast en fjortonde- och en sjätteplats, och tog därmed bara åtta av femtio möjliga poäng. På Nürburgrings GP-bana vann han det första loppet men kolliderade i första kurvan i det andra loppet. I Ungern blev han fyra och sexa i de båda loppen, samtidigt som den värsta mästerskapsrivalen, Roberto Merhi, blev etta och tvåa i de båda loppen. Under tävlingarna på Circuit Paul Ricard i Frankrike segrade Sainz i båda loppen och hade därmed en stor ledning över mästerskapstvåan Merhi. Under säsongsfinalen på Circuito de Jerez tog Sainz inte några poäng, men eftersom Merhi bröt båda loppen blev han 2014 års mästare i Formel Renault 3.5.

### Formel 1

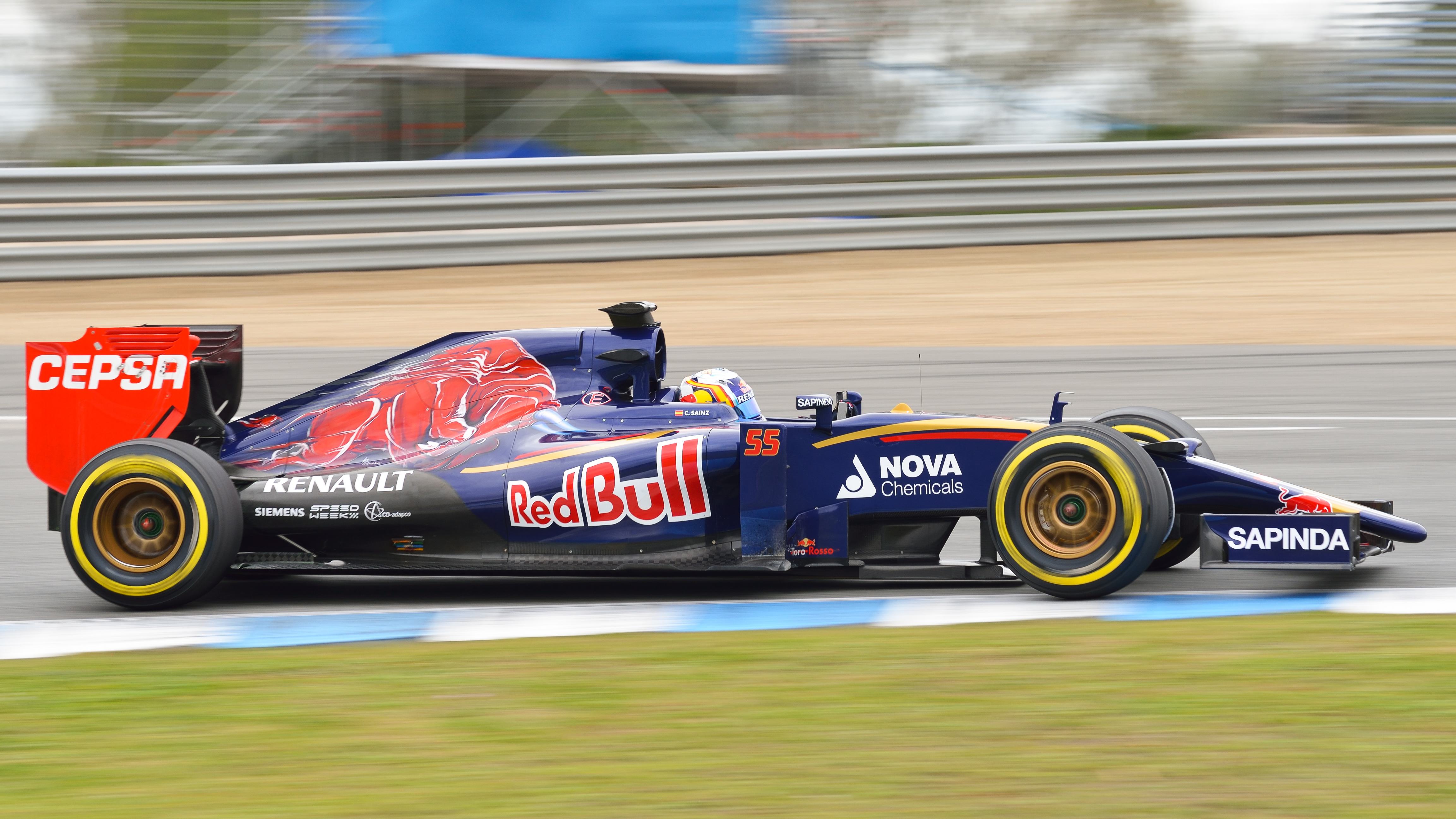
Sainz under ett försäsongstest på Circuito de Jerez.

#### Toro Rosso (2015–2017)
Den 28 november 2014 bekräftade Red Bull att Sainz kommer köra Formel 1 för Scuderia Toro Rosso under 2015, tillsammans med Max Verstappen.

#### Renault (2017–2018)
Sainz lånades ut till Renault från och med USA:s Grand Prix 2017 då han ersatte Jolyon Palmer som sparkades under pågående säsong. 2018 började säsongen bra för Sainz med fem poängplatser på de första sex tävlingarna. Han slutade året på 10:e plats i mästerskapet med 53 poäng.

#### McLaren-Renault (2019–2020)
Den 16 augusti 2018 blev det klart att Sainz skulle köra för McLaren från och med 2019. Han ersatte Fernando Alonso som pausade sin F1-karriär 2018. Säsongen 2019 tog Sainz sin första pallplats i formel 1 i Brasiliens Grand Prix 2019 och slutade sexa i mästerskapet. Under säsongen 2020 kom Sainz bland annat på en andraplats i Italiens Grand Prix 2020 och slutade återigen sexa i förarmästerskapet.

#### Ferrari (2021–2024)
Säsongen 2021 kom Sainz att köra för Ferrari. Under säsongen tog Sainz 4 stycken pallplatser varav en andraplats. Han slutade 5:a i mästerskapet framför sin teamkollega Charles Leclerc. 
Säsongen 2022 tog Sainz karriärens första seger och pole position i Storbritanniens Grand Prix. Han tog totalt 9 stycken pallplaceringar och startade från pole position 3 gånger. Sainz skrev även på ett förlängt kontrakt med Ferrari till och med 2024.
I början av februari 2024 meddelades det att Lewis Hamilton kommer att ersätta Sainz i Ferrari från och med 2025.

#### Wiliams (2025–)
Den 29 juli 2024 meddelade Sainz att han kommer att köra för Williams Racing från säsongen 2025 och framåt.

## Formel 1-karriär
| Säsong            | Stall/Tillverkare  | Placering         | Lopp | Poäng  | Etta | Tvåa | Trea | Pole | Varv |
| ----------------- | ------------------ | ----------------- | ---- | ------ | ---- | ---- | ---- | ---- | ---- |
| 2015              | Toro Rosso-Renault | 15                | 19   | 18     | 0    | 0    | 0    | 0    | 0    |
| 2016              | Toro Rosso-Renault | 12                | 21   | 46     | 0    | 0    | 0    | 0    | 0    |
| 2017              | Toro Rosso-Renault | 9                 | 16 4 | 54     | 0    | 0    | 0    | 0    | 0    |
| 2018              | Renault            | 10                | 21   | 53     | 0    | 0    | 0    | 0    | 0    |
| 2019              | McLaren-Renault    | 6                 | 21   | 96     | 0    | 0    | 1    | 0    | 0    |
| 2020              | McLaren-Renault    | 6                 | 17   | 105    | 0    | 1    | 0    | 0    | 1    |
| 2021              | Ferrari            | 5                 | 22   | 164.5  | 0    | 1    | 3    | 0    | 1    |
| 2022              | Ferrari            | 5                 | 22   | 246    | 1    | 3    | 5    | 3    | 2    |
| 2023              | Ferrari            | 7                 | 22   | 200    | 1    | 0    | 2    | 2    | 0    |
| 2024              | Ferrari            | 5                 | 24   | 290    | 2    | 2    | 5    | 1    | 1    |
| 2025              | Williams-Mercedes  | 16                | 13   | 16     | 0    | 0    | 0    | 0    | 0    |
| Sammanlagt (2025) | Sammanlagt (2025)  | Sammanlagt (2025) | 222  | 1288.5 | 4    | 7    | 16   | 6    | 4    |

| 1. Storbritannien 2022 2. Singapore 2023 3. Australien 2024 4. Mexiko 2024 |

| 1. Italien 2020 2. Monaco 2021 3. Bahrain 2022 4. Monaco 2022 5. Kanada 2022 6. USA 2024 7. Abu Dhabi 2024 |

| 1. Brasilien 2019 2. Ungern 2021 3. Ryssland 2021 4. Abu Dhabi 2021 5. Saudiarabien 2022 6. Miamis 2022 7. Belgien 2022 8. Singapore 2022 9. Brasilien 2022 10. Italien 2023 11. USA 2023 12. Bahrain 2024 13. Japan 2024 14. Monaco 2024 15. Österrike 2024 16. Las Vegas 2024 |

| 1. Storbritannien 2022 2. Belgien 2022 3. USA 2022 4. Italien 2023 5. Singapore 2023 6. Mexiko 2024 |

| 1. Steiermarks 2020 2. Kanada 2022 3. Storbritannien 2024 |